# Конволута
Конволутите (Convoluta convoluta) са вид животни от семейство Convolutidae.
Таксонът е описан за пръв път от Николай Абилдгор през 1806 година.